# Channel Orange
Channel Orange (stylizowana pisownia: channel ORANGE) – debiutancki album studyjny amerykańskiego artysty nagrywającego pod pseudonimem Frank Ocean, wydany 10 lipca 2012 przez amerykańską wytwórnię płytową Def Jam Recordings. Album zadebiutował na 2. miejscu listy Billboard 200 w Stanach Zjednoczonych, sprzedając się w ilości 131 tys. kopii w pierwszym tygodniu od rozpoczęcia sprzedaży.

## Lista utworów
1. „Start” – 0:46
2. „Thinkin Bout You” – 3:22
3. „Fertilizer” – 0:40
4. „Sierra Leone” – 2:29
5. „Sweet Life” – 4:23
6. „Not Just Money” – 1:00
7. „Super Rich Kids” (feat. Earl Sweatshirt) – 5:05
8. „Pilot Jones” – 3:04
9. „Crack Rock” – 3:44
10. „Pyramids” – 9:53
11. „Lost” – 3:54
12. „White” (feat. John Mayer) – 1:16
13. „Monks” – 3:20
14. „Bad Religion” – 2:55
15. „Pink Matter” (feat. André 3000) – 4:29
16. „Forrest Gump” – 3:15
17. „End/Golden Girl” (feat. Tyler, the Creator) – 8:43

## Twórcy[9]
| - Frank Ocean – wokal, keyboard, producent - Malay – bas, instrument dęty blaszany, gitara, keyboard, producent, wokal wspierający, dodatkowe programowanie - Pharrell – keyboard, producent, dodatkowe programowanie - André 3000 – gitara, rap - Earl Sweatshirt – rap - Tyler, the Creator – rap - Om’mas Keith – keyboard, producent, wokal wspierający - John Mayer – gitara - Charlie Hunter – gitara, bas - Taylor Johnson – gitara - Dave Eggar – instrument smyczkowy - Chuck Palmer – instrument smyczkowy - Sara Parkins – instrument smyczkowy - Shea Taylor – keyboard - Jeff Babko – keyboard - Irvin Mayfield – instrument dęty blaszany - Francisco Torres – instrument dęty blaszany - Matt Chamberlain – perkusja, dodatkowe programowanie - Auntie Rosie – wokal wspierający - Stacy Barthe – wokal wspierający - Danielle Miranda-Simms – wokal wspierający - Elizabeth Paige – wokal wspierający - Juliet Buck – wokal wspierający - Raymond Buck – wokal wspierający - Lalah Hathaway – wokal wspierający - Crimson Tide Cheerleaders – wokal wspierający - Football Game Crowd – wokal wspierający - Vlado Meller - Mark Santangelo – asystent - Mark „Spike” Stent - Frank Ocean - Malay - Matty Green – asystent - Jeff Ellis – dodatkowe miksowanie - Everest – producent wykonawczy - Christian Clancy – kierownik produkcji - Kelly Clancy – kierownik produkcji | - Andrew Coleman - Pat Thrall - Vic Wainstein - Doug Fenske - Phillip Scott III - Marcos Tovar - Calvin Bailif - Andrew Coleman - Brendan Dekora - Jeff Ellis - Om’mas Keith - Paul Meyer – asystent - Miguel Lara – asystent - Peter Mack – asystent - Ryan Kennedy – asystent - Brendan Dekora – asystent - Wil Anspach – asystent - Matt Brownlie – asystent - Ghazi Hourani – asystent - Chad Carlisle – asystent - Adam Harr – asystent - Aaron Martinez - Thomas Mastorakos - Phil Toselli - Nabil Elderkin – zdjęcia - Steve Bartels - Michael Seltzer - Barry Weiss - Kristen Yiengst - Gabe Tesoriero - Akinah Rahmaan - Gabrielle Peluso - Karen Kwak - Scott Marcus - Dan Jensen - Michelle Jubelirer |